# Remington Modelo 95
La Remington Modelo 95 es una pistola de bolsillo de dos cañones, comúnmente reconocida como una double-derringer. El diseño tuvo pocos cambios durante una producción de casi 70 años, a través de varias reorganizaciones financieras del fabricante que provocaron la repetición de los números de serie. Las pistolas eran ofertadas con grabados o en acabados pavonado y niquelado, con cachas metálicas, de nogal, palo rosa, ebonita, marfil o nácar. Los primeros modelos no tenían extractor y llevaban el marcaje E. REMINGTON & SONS, ILION, N.Y. estampado en el lado derecho del cañón y el marcaje ELLIOT'S PATENT DEC. 12, 1865 estampado en el lado izquierdo de este. Estos marcajes fueron cambiados al lado contrario del cañón cuando los extractores fueron adoptados en 1869. En 1880, el marcaje se cambió a E. REMINGTON & SONS, ILION, N.Y. ELLIOT'S PATENT DEC. 12th 1865 y fue ubicado sobre la brida del cañón. El marcaje de la brida del cañón se cambió a REMINGTON ARMS CO. ILION N.Y. en 1888 y nuevamente a REMINGTON ARMS U.M.C. CO. ILION, N.Y. en 1910.
La Remington fabricó más de 150.000 pistolas derringer de dos cañones superpuestos desde 1866 hasta el cese de su producción en 1935. La pistola solo se produjo para el cartucho de percusión anular .41 Short. Se produjeron cuatro modelos con diversas variantes. La primera variante del primer modelo son las 100 primeras pistolas producidas, que llevan los marcajes MANUFACTURED BY E. REMINGTON & SONS estampado en una brida lateral y ELLIOTS PATENT DEC 12 1865 en la otra. Estas son muy escasas. La segunda variante está marcada del mismo modo, pero sin el "manufactured by". La tercera variante tiene un extractor en el lado izquierdo y es mencionada como "extractor cut". La cuarta variante lleva el marcaje REMINGTONS ILLION NY y es muy escasa.
El segundo modelo lleva el marcaje E REMINGTON & SONS ILION NY, ELLIOTS PATENT DEC 12 1865 estampado en la brida superior del cañón. No tuvo variantes.
En 1888, la Remington entró en bancarrota y fue comparada por Hartley & Graham de Nueva York. El nombre de la empresa fue cambiado a Remington Arms Co. y desde 1889 todas las armas Remington fueron marcadas con este nombre. El tercer modelo tuvo 6 variantes, todas ellas llevando estampado el marcaje REMINGTON ARMS CO, ILION N.Y. en la brida superior del cañón. Las variantes están determinadas por el tipo de letra del marcaje. La primera variante del tercer modelo llevó números de serie, pero todas las demás fueron marcadas por lotes, no con números de serie. Después de la fusión de la Remington con la UMC Cartridge Co en 1910, a partir de 1911 se les estampó a las pistolas del cuarto modelo el marcaje REMINGTON-U.M.C.CO.ILION,N.Y. y su respectivo número de serie. Desde 1922, todas las pistolas Remington fueron estampadas con un código de fecha de dos letras que indicaba el mes de envío y el año. La segunda variante tenía bisagras reforzadas y números de serie que empezaban con la letra "L", siendo publicitada como Modelo 95. El cuarto y último modelo no tenía bridas laterales en sus cañones y es mencionado como "monoblock". Se produjeron unas 500 pistolas del cuarto modelo hasta 1935, de las cuales solo 10 fueron suministradas después de aquella fecha.

## Desempeño

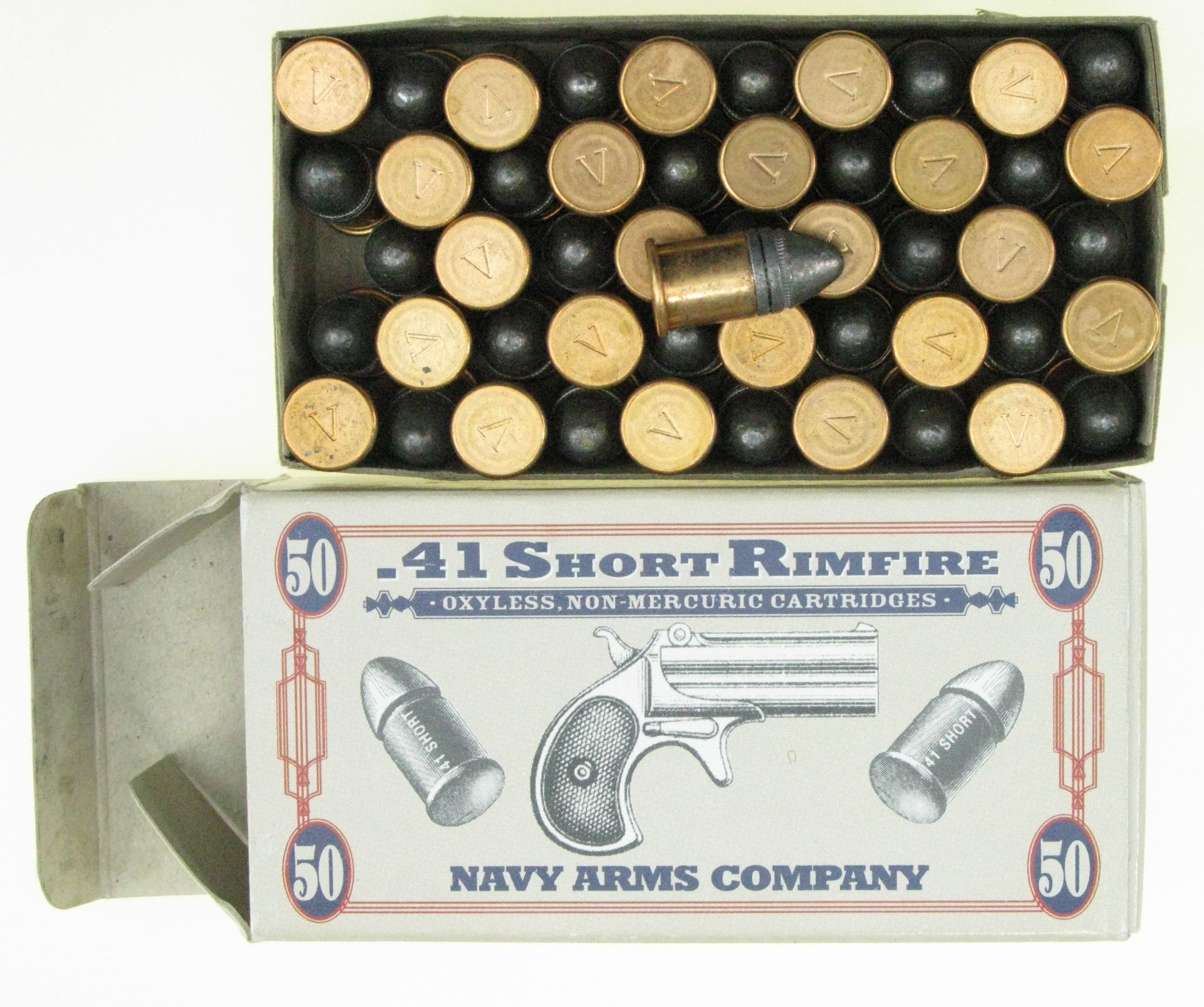
Una caja de cartuchos .41 Short.

Según Cartridges of the World, el cartucho .41 Rimfire monta una bala de plomo de 8,4 g que es propulsada por 0,8 g de pólvora negra en su versión original. El cartucho producía una velocidad de boca de 130 m/s y una energía de 71 J. Sin embargo, el articulista sobre armas de fuego Holt Bodinson ha criticado estos hallazgos. Él afirma que sus pruebas mostraron que la bala de 8,4 g viajaba a una velocidad de 209 m/s y producía una energía de 150 J - una diferencia significativa de energía balística respecto a las primeras pruebas. La diferencia en los hallazgos puede atribuirse a variaciones del cartucho disparado o del equipo de medición empleado.

## En ficción
Las derringer Remington frecuentemente juegan papeles cruciales en las acciones de James T. West, agente ficticio del Servicio Secreto, en la serie televisiva estadounidense The Wild Wild West (1965-1969). Él podía llevar hasta tres derringer: una oculta como apoyo a su revólver, que era llevada tanto en un bolsillo de su chaleco, como en un bolsillo interno de su chaqueta. Otra derringer era llevada como "pistola de manga", bajo la manga derecha de su camisa, mientras que la tercera estaba desarmada en dos partes, con el conjunto de cañones oculto en el tacón hueco de una bota y el armazón en el tacón de la otra.
Paladin, el protagonista de la serie Have Gun – Will Travel (1957-1963), llevaba una derringer Remington oculta detrás de la hebilla de su cinturón.
En la película The Shootist (1976), J.B. Books (interpretado por John Wayne) llevaba una derringer Remington dentro de su billetera.